# Pichitphong Choeichiu
Pichitphong Choeichiu (Thai: พิชิตพงษ์ เฉยฉิว, * 28. August 1982 in Yasothon) ist ein thailändischer Fußballtrainer und ehemaliger Fußballspieler.

## Karriere

### Spieler

#### Verein
Seine Karriere begann Pichitphong in der Jugendmannschaft des FC Krung Thai Bank, in dessen 1. Mannschaft er ab 2003 in der Thai Premier League spielte und seine bisher einzige Meisterschaft gewann. Ende der Saison 2003/04 wurde er zum Spieler des Jahres gewählt. Er spielte für den Verein insgesamt fünf Jahre und bestritt in diesem Zeitraum 116 Spiele. 2007 errang er mit der Mannschaft die Vizemeisterschaft und nahm im Folgejahr mit ihr an der AFC Champions League teil. Er kam dabei in allen sechs Gruppenspielen zum Einsatz und erzielte insgesamt zwei Tore, beide in den Spielen gegen ĐPM Nam Định aus Vietnam. Nachdem der Verein Krung Thai Bank Ende der Saison 2008 von Bangkok Glass übernommen worden war, verließ auch Pichitphong den Verein. Seit 2009 stand er beim Premier-League-Aufsteiger Muang Thong United unter Vertrag.
Am 6. August 2022 unterschrieb er einen Vertrag beim Erstligaabsteiger Samut Prakan City FC.

#### Nationalmannschaft
Für die Nationalelf spielte er zunächst für die U-23. Dabei nahm er von 2001 bis 2005 an drei Südostasienspielen teil. Er konnte jeweils mit der Elf die Goldmedaille erringen. Seit 2004 steht Pichitphong im Kader der Senioren. Das erste große Turnier, an dem er teilnehmen durfte, war dabei die Fußball-Asienmeisterschaften 2004. Sowohl 2007 als auch 2008 wurde er für die ASEAN-Fußballmeisterschaften 2007 und 2008 nominiert. Bei beiden Turnieren erreichte er mit dem Team jeweils das Finale, was aber beide Male verloren wurde. Im Rückspiel des Finals 2007 stand er in der Startelf.

### Trainer
Am 8. November 2021 übernahm Pichitphong Choeichiu als Interimstrainer das Traineramt bei seinem ehemaligen Verein Phrae United FC. Das Amt übte er bis zum 14. Februar 2022 aus. Im August 2022 wurde er Co-Trainer beim Zweitligisten Samut Prakan City FC. Bei dem Verein aus Samut Prakan stand er bis November 2022 unter Vertrag. Ende November 2022 ging er in die Dritte Liga, wo er für zwei Monata das Amt des Trainers beim Muang Loei United FC übernahm.

## Erfolge

### Verein
Krung Thai Bank
- Thailändischer Meister: 2003/04
- Thailändischer Vizemeister: 2007

Muangthong United
- Thailändischer Pokalfinalist: 2010

### Nationalammschaft
- Südostasienspiele Goldmedaille 2001, 2003, 2005 (U-23)
- Teilnahme an der Endrunde zu den Fußball-Asienmeisterschaften 2004
- ASEAN-Fußballmeisterschaften Finalist 2007, 2008

## Auszeichnungen
Thai Premier League
- Fußballer des Jahres: 2003/04

## Erläuterungen/Einzelnachweise
1. ↑  rsssf.org: Statistische Details des Turniers 2001
2. ↑  rsssf.org: Statistische Details des Turniers 2003
3. ↑  thaifootball.com: Kader mit Bild
4. ↑  rsssf.org: Statistische Details des Turniers 2007

| Personendaten    | Personendaten                 |
| ---------------- | ----------------------------- |
| NAME             | Pichitphong Choeichiu         |
| ALTERNATIVNAMEN  | พิชิตพงษ์ เฉยฉิว (thailändisch)   |
| KURZBESCHREIBUNG | thailändischer Fußballspieler |
| GEBURTSDATUM     | 28. August 1982               |
| GEBURTSORT       | Bangkok                       |